# Horacio Farnesio, duque de Castro

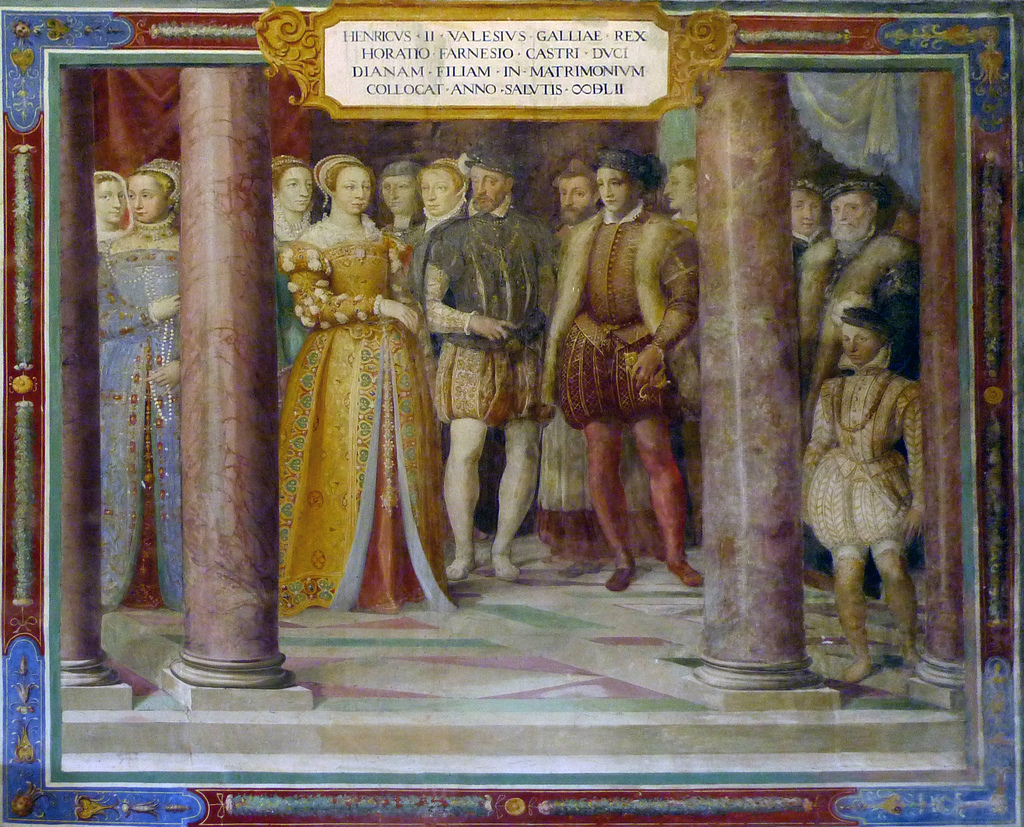
Matrimonio de Horacio y Diana de Francia por Taddeo Zuccaro.

Horacio Farnesio (en italiano: Orazio Farnese) (Valentano, febrero de 1532 - Hesdin, 18 de julio de 1553) fue el tercer duque de Castro.

## Vida
Fue el quinto hijo de Pedro Luis Farnesio y Girolama Orsini, Horacio nació en el castillo de Valentano en el período transcurrido entre la retirada de la vida pública de su padre y la elevación al papado de su abuelo como Paulo III. Era hermano de los cardenales Ranuccio Farnesio y Alejandro Farnesio y de Octavio Farnesio, duque de Parma.
A la edad de doce años, en 1543, de acuerdo con la política de equidistancia entre Francia y el Sacro Imperio Romano seguida por Paulo III, fue enviado a aprender las tradiciones de la caballería en la corte de Francisco I de Francia. Cuatro años más tarde, en junio de 1547 los agentes del papa y los del rey Enrique II de Francia firmaron un contrato que era sobre el matrimonio entre Horacio y Diana de Francia, la hija ilegítima del rey. Horacio recibió la promesa de recibir del Ducado de Castro con 200.000 escudos y una renta de 25.000 escudos establecidos en Italia.
A la muerte de su padre, acontecida en 1547, Horacio fue investido con el ducado de Castro que le cedió su hermano Octavio y la oficina del prefecto de Roma.
En 1551, durante la Guerra italiana de 1551-1559, Horacio perdió el puesto de prefecto de Roma y tenía el ducado de Castro incautado con guarniciones papales colocadas en toda fortaleza. En 1552, hecha la paz, el papa Julio III le devolvió su ducado.

### Matrimonio
El matrimonio entre Horacio y Diana finalmente se celebró en París, el 13 de febrero de 1553. El menaje de los cónyuges fue de parte de Enrique II de Francia.
Durante el verano de 1553 Horacio estaba en Hesdin, una pequeña ciudad fronteriza de Artois, cuando Manuel Filiberto de Saboya emprendió el asedio en nombre de Carlos V.
El martes 18 de julio de 1553, el duque de Castro fue muerto en combate por un disparo de arcabuz, dejando a Diana viuda después de sólo cinco meses y cinco días de matrimonio.
No dejó herederos, por lo que el Ducado de Castro regresó a su hermano Octavio Farnesio.